# Municipio de Indé
El Municipio de Indé es uno de los 39 municipios en que para su régimen interior se encuentra dividido el estado mexicano de Durango, se encuentra al norte del estado. Su cabecera es el pueblo de Indé.

## Geografía
Indé está localizada en la zona centro-norte del estado de Durango, al extremo oeste de la Región conocida como la Comarca Lagunera. Sus límites son al norte con el municipio de Ocampo, al este y noreste con el municipio de Hidalgo, al sureste con los municipios de San Pedro del Gallo y Rodeo y al oeste y sur con el municipio de El Oro. Su extensión territorial es de 2,370.90 km².

### Orografía e hidrografía
El municipio se encuentra en la zona de transición entre la Sierra Madre Occidental en el oeste y las llanuras que se extienden hasta el Bolsón de Mapimí, la mayor parte del territorio es plano, las principales elevaciones del municipio se encuentran en la zona sur donde existe la cordillera denominada Colillas de la Zarca, y en el extremo norte del municipio, en sus límites con los de Ocampo e Hidalgo se encuentra el Cerro San Javier, que con 2.260 m s. n. m. de altitud es la décima montaña más alta del estado. Además destaca el cerro denominado Bufa del Indé, localizada en el extremo sur de la cabecera municipal.
La principal corriente del municipio es el Arroyo de El Tizonazo, que corre por el centro del territorio en dirección sur, este arroyo se une al río de El Oro y este a su vez al río de Ramos que a su vez es uno de los originarios del río Nazas. En el extremo sur del municipio se encuentra la Presa Lázaro Cárdenas, comúnmente conocida como "El Palmito". Hidrológicamente el municipio pertenece a tres cuencas, la zona sur a la Cuenca del río Nazas-Rodeo, la mitad norte a la Cuenca Presa Lázaro Cárdenas, estas dos pertenecientes a la Región hidrológica Nazas-Aguanaval y una pequeña porción del extremo norte del municipio pertenece a la Cuenca del río Florido, que forma parte de la Región hidrológica Bravo-Conchos.

### Clima y ecosistemas
El clima que se registra en el municipio de Indé, se clasifica en tres zonas, la zona norte y sureste del territorio tiene un clima Semiseco templado, abarcando este aproximadamente la mitad de la superficie municipal, una franja que va del centro al sureste del territorio tiene clima Seco templado y en el extremo suroeste se registra clima Seco semicálido; la temperatura media anual se registra en tres diferentes franjas en sentido noroeste-sureste en el territorio, la primera y más oriental se encuentra en los límites con el vecino municipio de Hidalgo y registra una temperatura promedio de 12 a 16 °C, la franja central registra un rango que va de 16 a 18 °C y finalmente la tercera franja, que se registra únicamente de la zona centro al sureste del territorio la temperatura media anual va de 18 a 20 °C; la precipitación promedio anual de la zona central del municipio es de 400 a 500 mm, la zona ubicada en el norte y noroeste del territorio registra un promedio de 500 a 600 mm y la zona ubicada al extremo sur, un rango que va de 300 a 400 mm, lo cual permite apreciar como va descendiendo la precipitación a medida que se avanza de la Sierra hacia el Bolsón de Mapimí.
La mayor parte del municipio está cubierto por pastizal, que es aprovechando principalmente para actividades ganaderas, del centro hacia el sureste se encuentra una zona donde la vegetación dominante es el matorral y por el contrario, en el noroeste se llega a registrar pequeñas zona boscosas en las estribaciones de la Sierra Madre Occidental, en esta misma zona, entre el bosque y el pastizal existe una franja dedicada a la agricultura, las principales especies vegetales son las típicas de las zonas mayormente desérticas, como biznaga y mezquite; las especies animales principales que se pueden encontrar en Indé son coyote, liebre, águila, gavilán y conejo.

## Demografía
La población de Indé según el Conteo de Población y Vivienda de 2005 llevado a cabo por el Instituto Nacional de Estadística y Geografía es de un total de 4,824 habitantes, de estos 2,363 son hombres y 2,461 son mujeres.

### Localidades
En el censo de 2020 el municipio de Indé contaba con 51 localidades.
| Código INEGI      | Localidad         | Población (2020) |
| ----------------- | ----------------- | ---------------- |
| 100110001         | Indé              | 571              |
| Otras localidades | Otras localidades | 4 177            |
| Total municipal   | Total municipal   | 4 748            |

## Política
El gobierno del municipio es ejercido por el Ayuntamiento, este está conformado por el presidente municipal y el cabildo, integrado a su vez por siete regidores, el Ayuntamiento es electo mediante planilla para un periodo de tres años, y no es renovable para le periodo inmediato, pero si de manera no continua, entra a ejercer su periodo el día 1 de septiembre del año de la elección.

### Subdivisión administrativa
La subdivisión del municipio se da en dos niveles, existiendo las Juntas Municipales y las Jefaturas de cuartel, ambas autoridades son electas mediante Asambleas Comunitarias para el mismo periodo de tres años que el Ayuntamiento. Las juntas municipales son tres, ubicadas en los poblados de mayor importancia que son Las Delicias, El Palmito y San Francisco de Asís; las jefaturas de cuartel son 35 ubicadas en comunidades más pequeñas, entre las que se encuentran El Tizonazo, Rancho Nuevo y Potrero del Llano.

### Representación legislativa
Para la elección de diputados federales a la Cámara de Diputados de México y de diputados locales al Congreso de Durango, el municipio de Indé se encuentra integrado en los siguientes distritos electorales:
Local:
- VIII Distrito Electoral Local de Durango con cabecera en Santa María del Oro.[14]

Federal:
- III Distrito Electoral Federal de Durango con cabecera en la ciudad de Guadalupe Victoria.[15]

### Presidentes municipales
- (1995-1998): Gregorio Aguirre Corrujedo
- (1998-2001): León López Alderete
- (2001-2004): Rodolfo del Rivero Ibarra
- (2004-2007): Víctor Manuel Guerrero Hernández
- (2007-2010): Florencio Jurado Rocha
- (2010-2013): Ernesto Nuñez Rodríguez
- (2013-2016): Guadalupe Gamboa
- (2016-2022): Lorena Lucero